# Xenorhina mehelyi
Xenorhina mehelyi är en groddjursart som först beskrevs av George Albert Boulenger 1898.  Xenorhina mehelyi ingår i släktet Xenorhina och familjen Microhylidae. IUCN kategoriserar arten globalt som livskraftig. Inga underarter finns listade i Catalogue of Life.

## Bildgalleri

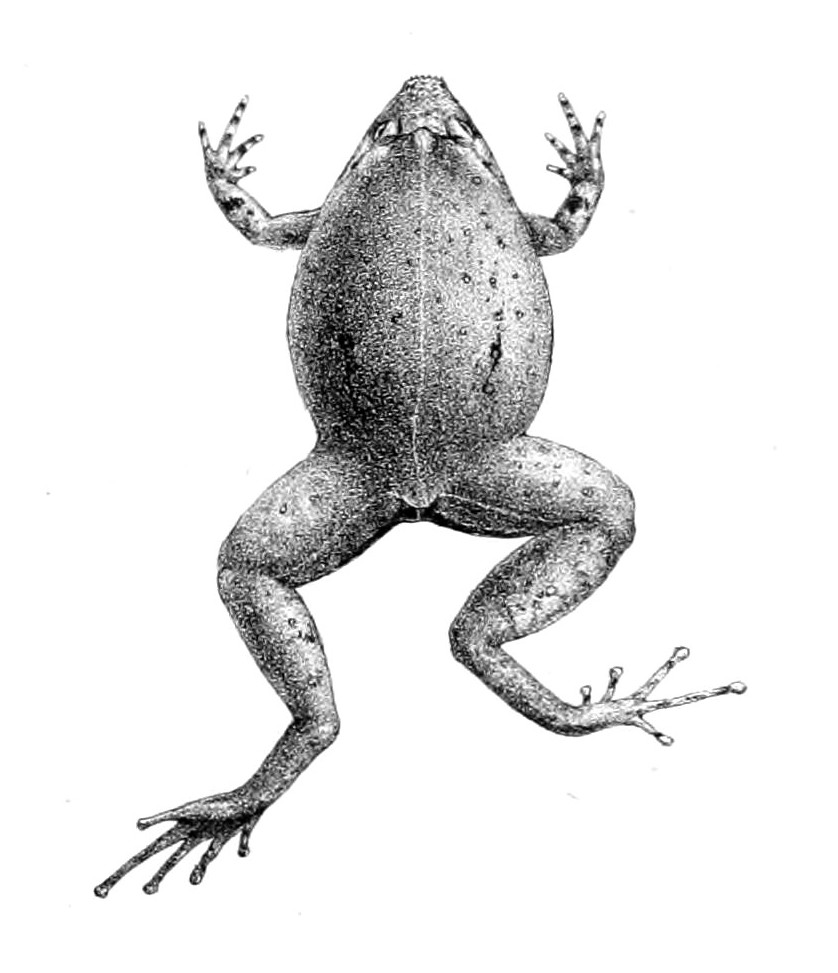